# Born to Be Wild
Born to Be Wild – rockowa piosenka z 1967 roku, napisana przez Marsa Bonfire. Utwór został nagrany przez kanadyjsko-amerykański zespół Steppenwolf.

## Prekursor ciężkiego grania
Piosenka jest niejednokrotnie nazywana pierwszym heavymetalowym utworem, uważa się również, że zainspirowała ona nazwę tego właśnie kierunku muzycznego, choć jest to kwestia sporna. Drugi wers piosenki (który odnosi się do „heavy metal thunder” – w oryginale jest nawiązaniem do wagi motocykla czy ówczesnych „krążowników szos”) jest pierwszym zanotowanym określeniem „heavy metal” w kontekście muzyki rockowej.

## Utwór w filmie
Piosenka w oryginale ukazała się po raz pierwszy w 1968, ale była regularnie włączana w różne albumy, składanki oraz soundtracki do filmów. Pierwszym z tych filmów był Easy Rider (1969). Różni się ona jednak nieco od oryginału: w początkowym fragmencie piosenki dołożono odgłosy ryczących silników motocyklowych. Kiedy film był w produkcji, utwór „Born to Be Wild” został użyty jako zamiennik, Peter Fonda chciał, aby to Crosby, Stills and Nash napisali muzykę. Szybko jednak okazało się, że piosenka pasuje idealnie do filmu.

## Odbiór piosenki
W 2004 utwór został sklasyfikowany na 129. miejscu listy 500 utworów wszech czasów magazynu Rolling Stone.

## Listy przebojów
| Kraj              | Lista (1969)           | Pozycja |
| ----------------- | ---------------------- | ------- |
| Niemcy            | Media Control Charts   | 20      |
| Austria           | Ö3 Austria Top 40      | 20      |
| Holandia          | Single Top 100         | 5       |
| Belgia            | Ultratop 50 (Flandria) | 16      |
| Wielka Brytania   | UK Singles Chart       | 30      |
| Stany Zjednoczone | Billboard Hot 100      | 2       |

| Kraj            | Lista (1999)     | Pozycja |
| --------------- | ---------------- | ------- |
| Wielka Brytania | UK Singles Chart | 18      |

## Inne wersje
Źródło

- 1969 – Wilson Pickett
- 1969 – Slade[16]
- 1969 – Pesky Gee
- 1975 – Blue Öyster Cult
- 1978 – Ebba Grön[17]
- 1979 – Riot
- 1983 – Raven i Udo Dirkschneider
- 1987 – The Cult
- 1990 – Rose Tattoo
- 1993 – INXS
- 1993 – The Days (album Mr. Right)
- 1994 – Ozzy Osbourne i Miss Piggy[18]
- 2002 – Slayer
- 2002 – Kim Wilde
- 2003 – Status Quo
- 2007 – Hinder
- 2009 – Adam Lambert
- 2010 – Krokus
- 2016 – Twisted Sister